# Seaca (Olt)
Seaca è un comune della Romania di 2 114 abitanti, ubicato nel distretto di Olt, nella regione storica della Muntenia.